# Teateråret 2022

## Årets uppsättningar

### Mars
- 17 mars Natthärbärget har nypremiär på Dramaten.

### November
- 24 november Brott och straff har nypremiär på Dramaten.